# Brest, Finistère
Thành phố Brest (/bʁɛst/ trong tiếng Pháp, bʁest trong tiếng Breton) là một xã, quận lị của Quận Brest, tỉnh Finistère, thuộc vùng Bretagne, miền tây bắc Pháp. Đây là hải cảng quan trọng ở bờ Tây nước Pháp, cảng quân sự lớn thứ hai nước Pháp sau Toulon. Với dân số 141 315 người, Brest và các vùng dân cư lân cận tạo thành một Cộng đồng đô thị gọi là Đô thị Đại Dương Brest (Brest Métropole Océane) với 221 600 người. Brest đứng thứ hai của vùng Bretagne về dân số, xếp sau Rennes, và là thành phố đông dân thứ 23 của nước Pháp. Dù Brest là thành phố lớn nhất của tỉnh Finistère, tỉnh lị của tỉnh này lại nằm ở thành phố Quimper.

## Thành phố kết nghĩa
- Cádiz, Tây Ban Nha (1986)
- Constanţa, România (1993)
- Denver, Colorado, Mỹ (1956)
- Dún Laoghaire, Ireland (1984)
- Kiel, Đức (1964)
- Plymouth, Vương quốc Anh (1963)
- Saponé, Burkina Faso (1989)
- Taranto, Ý (1964)
- Yokosuka, Nhật Bản (1970)
- Hải Phòng, Việt Nam (2008)